# Prstová abeceda

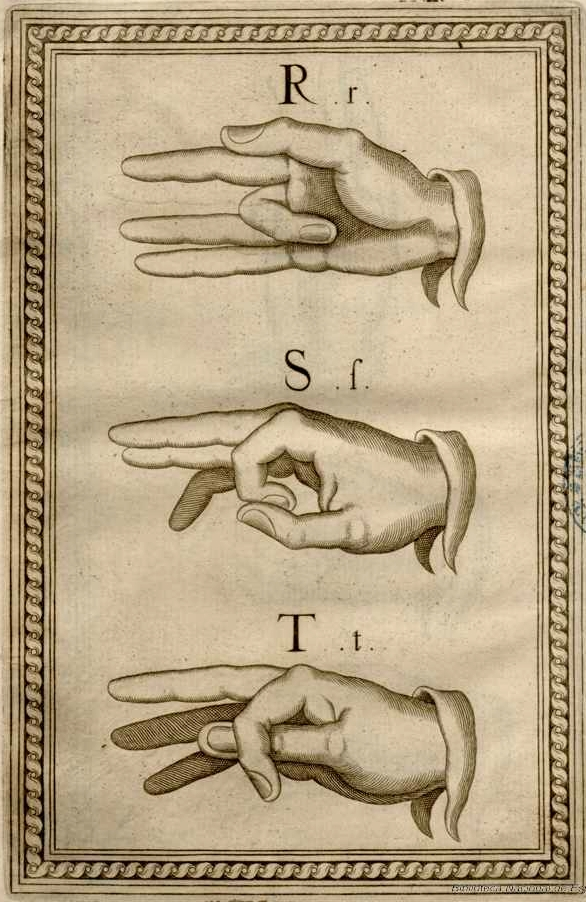
Ukázka Bonetovy prstové abecedy z roku 1620

Prstová abeceda je komunikační systém, vycházející z mluveného jazyka (v České republice primárně z češtiny). Tento systém je užíván v komunikaci neslyšících osob (mezi sebou nebo se slyšícími osobami), ale téměř nikdy není používán samostatně. Může fungovat např. jako podpora a doplněk k odezírání, nebo figurovat v komunikaci, v níž se používá znakový jazyk – je totiž také součástí mnoha přirozených znakových jazyků jako důsledek kontaktu mezi znakovými a mluvenými jazyky.  Může být používána i ke komunikaci slyšících osob v hlučných provozech a prostředích, při bojových hrách nebo jako způsob napovídání ve škole.
Prstová abeceda využívá formalizovaných a ustálených postavení prstů a dlaně jedné ruky nebo prstů a dlaní obou rukou k zobrazování jednotlivých písmen abecedy. Je využívána zejména k odhláskování cizích slov, odborných termínů, případně dalších pojmů. Prstová abeceda v taktilní (hmatové) formě může být využívána jako komunikační systém hluchoslepých osob.

## Prstové abecedy ve světě
Komunity, které používají národní znakové jazyky, používají i své vlastní prstové abecedy. Některé tyto prstové abecedy jsou si vzájemně velmi podobné, jiné jsou naopak značně odlišné. Obecně se prstové abecedy rozdělují na jednoruční (tvořené jednou rukou) a dvouruční (tvořené oběma rukama).
Jednoruční prstové abecedy jsou z celosvětového hlediska rozšířenější a jsou používané ve většině popsaných znakových jazyků, např. v americké znakovém jazyce (ASL). Výhodou těchto abeced je rychlejší produkce ze strany mluvčího, na druhou stranu je pro adresáta náročnější jejich vnímání.
Dvouruční prstové abecedy jsou oproti jednoručním používané mnohem méně. Užívají se např. v České republice, na Slovensku, ve Spojeném království a v zemích, kde Spojené království mělo dříve větší politický vliv (např. v Austrálii). Produkce dvouručních prstových abeced je pomalejší, ale jejich utváření (pozice rukou a prstů) i vnímání je jednodušší.

## Prstová abeceda v České republice
O prstové abecedě se v České republice zmiňuje zákon č. 384/2008 Sb., o komunikačních systémech neslyšících a hluchoslepých osob platný od roku 2008, který nahradil zákon č. 155/1998 Sb., o znakové řeči z roku 1998. Nový zákon z roku 2008 prstovou abecedu uvádí mezi komunikačními systémy vycházejícími z češtiny.
Ve většině znakových jazyků se používá jen jeden systém prstové abecedy. Český znakový jazyk je oproti tomu zvláštní v tom, že používá oba typy prstových abeced – dvouruční i jednoruční. Dvouruční varianta je mnohem rozšířenější. Podoba české prstové abecedy není ustálená – pro zobrazení některých písmen se užívá několik variant a používají se také dva způsoby znázornění diakritiky.